# Ligue féminine antisocialiste
 (mai 2024).
La mise en forme du texte ne suit pas les recommandations de Wikipédia : il faut le « wikifier ».
Les points d'amélioration suivants sont les cas les plus fréquents :
- Les titres sont pré-formatés par le logiciel. Ils ne sont ni en capitales, ni en gras.
- Le texte ne doit pas être écrit en capitales (les noms de famille non plus), ni en gras, ni en italique, ni en « petit »…
- Le gras n'est utilisé que pour surligner le titre de l'article dans l'introduction, une seule fois.
- L'italique est rarement utilisé : mots en langue étrangère, titres d'œuvres, noms de bateaux, etc.
- Les citations ne sont pas en italique mais en corps de texte normal. Elles sont entourées par des guillemets français : « et ».
- Les listes à puces sont à éviter, des paragraphes rédigés étant largement préférés. Les tableaux sont à réserver à la présentation de données structurées (résultats, etc.).
- Les appels de note de bas de page (petits chiffres en exposant, introduits par l'outil «  Source ») sont à placer entre la fin de phrase et le point final[comme ça].
- Les liens internes (vers d'autres articles de Wikipédia) sont à choisir avec parcimonie. Créez des liens vers des articles approfondissant le sujet. Les termes génériques sans rapport avec le sujet sont à éviter, ainsi que les répétitions de liens vers un même terme.
- Les liens externes sont à placer uniquement dans une section « Liens externes », à la fin de l'article. Ces liens sont à choisir avec parcimonie suivant les règles définies. Si un lien sert de source à l'article, son insertion dans le texte est à faire par les notes de bas de page.
- La présentation des références doit suivre les conventions bibliographiques. Il est recommandé d'utiliser les modèles {{Ouvrage}}, {{Chapitre}}, {{Article}}, {{Lien web}} et/ou {{Bibliographie}}. Le mode d'édition visuel peut mettre en forme automatiquement les références.
- Insérer une infobox (cadre d'informations à droite) n'est pas obligatoire pour parachever la mise en page.

Pour une aide détaillée, merci de consulter Aide:Wikification.
Si vous pensez que ces points ont été résolus, vous pouvez retirer ce bandeau et améliorer la mise en forme d'un autre article.
 (mai 2024).
 (mai 2024).
Si vous disposez d'ouvrages ou d'articles de référence ou si vous connaissez des sites web de qualité traitant du thème abordé ici, merci de compléter l'article en donnant les références utiles à sa vérifiabilité et en les liant à la section « Notes et références ».
La Ligue féminine antisocialiste, “Anti-socialistische Vrouwenbond” de son vrai nom, a été créée par la Ligue Ouvrière Antisocialiste à Gand en 1893.
Cette première organisation féminine chrétienne se présente comme une défenseure catholique des droits des femmes au foyer et des femmes qui travaillent, mais était principalement portée par des hommes et des membres du clergé.
L’association aspire à l'élévation matérielle et morale des femmes du peuple.

## Contexte et émergence
Le mouvement catholique féminin se développe dans les villes de Gand, Bruxelles et Anvers principalement en réaction au féminisme socialiste qui commence à se développer vers la fin du 19e siècle.
Le père jésuite Jérôme Van Langermeersch souhaite organiser les travailleuses en 1892. Il est convaincu que les ouvrières ont besoin de toute sortes de services de nature récréative, éducative et matérielle. C’est pourquoi il fonde en novembre 1892 la Ligue des Femmes chrétiennes avec l’aide de onze «dames de la société».
Il regroupe d’abord des membres en sections professionnelles ou corporations, composées chacune de patronnes et d’ouvrières. Cette ligue comporte environ 3 000 membres au début du 20e siècle. Ses collaboratrices vont visiter divers ateliers afin de recruter le plus de membres possibles.
En Flandre, les catholiques commencent eux aussi à « organiser les femmes ». Gand devient le premier noyau de la vie associative féminine. Dans cette ville règne une lutte acharnée entre travailleurs socialistes et antisocialistes. Cela conduit en 1886 à la fondation du Vrije Bond van Ziekenbeurzen (la Fédération libre de Caisses de Maladie) et de l’Antisocialistische Katoenbewerkersbond (la Ligue Antisocialiste des Fleurs de Coton).
Les syndicats et les cercles ouvriers sont incorporés à la Ligue Ouvrière Antisocialiste en 1891, cela a pour effet que cette organisation au caractère politique marqué juge la participation des femmes inopportune. Gustaaf Eylenbosch, le secrétaire de la Ligue ouvrière, va proposer d’organiser les femmes au sein d’une association adaptée. Cette proposition est approuvée par les autres dirigeants. L’Antisocialistische Vrouwenbond (Ligue antisocialiste des femmes) est donc mise en place en 1892 et la Ligue Ouvrière Antisocialiste créé l’Antisocialistische Vrouwenbond officiellement en mai 1893, rue Longues des Pierres numéro 8, se présentant comme une ligue catholique et défenseure des droits des femmes au foyer. C’est la première organisation catholique représentant des femmes.
Le caractère antisocialiste s’observe lors de l’émergence des premières organisations catholiques féminines, c’est lié à la vision qu’ont les catholiques des femmes et des tâches qu’elles ont à accomplir. Là où les socialistes prônent l’égalité des sexes, les catholiques trouvent que les femmes doivent se concentrer sur leur famille et leur rôle de mère. La Ligue féminine antisocialiste estimait même que les femmes mariées qui allaient travailler à l’extérieur du foyer étaient la cause de bouleversements sociaux et de la disparition de la vie familiale.
Contrairement à ce que son nom indique, l’Antisocialistische Vrouwenbond é été créée par des hommes du clergé, tels que Gustaaf Eylenbosch et Eugeen de Guchtenaere, les deux secrétaires de la Ligue Ouvrière Antisocialiste. On y voyait également siéger des femmes telles que Virginie Broeckaert-Marant ainsi que la présidente Marie Buyck. Cette organisation avait en réalité peu de rapports avec le mouvement féminisme.

## Structure
La proposition de créer cette ligue est venue de Gustaff Eylenbosch, une initiative qui a reçu l'approbation d'autres dirigeants de la ligue ouvrière. 
En réaction au féminisme socialiste, l’Union des femmes antisocialistes a créé cette ligue à Gand. Il s'agit de la première organisation chrétienne féminine se présentant comme un défenseur du catholicisme.
Cette ligue bénéficie principalement du soutien des hommes et des membres du clergé.
L'organisation se concentrait sur la détente et le développement spirituel des femmes, sans se préoccuper de leur position politique ou professionnelle.
L'association féminine est une fédération qui a rapidement étendu son influence à travers toute la ville. En 1894, elle comptait déjà 1 000 membres, un chiffre qui est resté stable par la suite.

## Activités
La Ligue féminine antisocialiste s'engageait dans diverses activités visant à promouvoir ses idéaux. Son objectif principal était de sensibiliser le public aux dangers du socialisme et de mobiliser les femmes afin de s'opposer à son expansion, offrant ainsi aux femmes catholiques la possibilité de s'affilier à un mouvement allant à l'encontre de cette idéologie.
La Ligue féminine antisocialiste disposait de son propre journal mensuel “De Christene Vrouw” (La femme chrétienne) à partir de novembre 1893. Celui-ci était imprimé sur les presses du journal quotidien antisocialiste ‘Het Volk’.
En outre, elle mettait en place des services spéciaux d'aide matérielle, bien que la contribution matérielle des hommes demeurait considérable.
L’Anti-socialistische Vrouwenbond va faire émerger une société de secours mutuels féminine sous le nom de Troost en Zusterliefde (Consolation et Amour sororal) en 1893. En une année de fonctionnement, elle comptait déjà 301 membres. Par la suite, en 1899, elle instaura une caisse d'épargne ainsi qu'une caisse de pension, suivies en 1903 par la création d'une ligue antialcoolique.
Sous l'impulsion de Gustaaf Eylenbosch, des unions professionnelles féminines virent le jour. Il justifie l’instauration de ces unions professionnelles par l’idée selon laquelle "l'homme est le chef du foyer, la femme est l'auxiliaire". Ce principe règle également la relation entre les femmes et le monde du travail. Les syndicats au sein de ces unions permettent aux femmes de rapporter leurs problèmes et leurs préoccupations rencontrés sur leur lieu de travail. Cependant, cela est fait tout en maintenant l'idée que, une fois mariée, "la place de la femme est à son foyer".
La direction des unions professionnelles était assurée par la Ligue des femmes, tandis que les syndicats masculins étaient invités à discuter des objectifs généraux. Des réunions communes de la Ligue des femmes et des syndicalistes, hommes et femmes, étaient organisées pour traiter des affaires urgentes telles que les grèves.

## Objectifs
Les conceptions chrétiennes étaient en opposition avec les idéaux socialistes en ce qui concerne l'émancipation des femmes. Le mot “féminisme” s'agissait d'une interprétation utilitaire, non pas pour promouvoir l'égalité entre hommes et femmes, mais pour ralentir la progression du socialisme. 
En effet, la doctrine chrétienne a traditionnellement dépeint la femme comme étant principalement liée à la maternité et à la virginité, tout en la plaçant dans une position sociale inférieure à celle de l'homme. Ces idées, enracinées depuis des siècles, ont influencé la perception et le traitement des femmes. La définition de la femme demeure subordonnée à celle de l’homme, y compris au sein de la famille. 
Les objectifs des conceptions chrétiennes ont tendance à favoriser le rôle traditionnel de la femme au sein du foyer, ce qui s'oppose à l'idéal de l'égalité promu par le syndicalisme. Cette divergence a été longtemps défendue, notamment sous l'influence de figures telles que Maria Baers et le Père Rutten. 
Il est important de souligner que cette fédération s'adresse tant aux travailleuses qu'aux femmes au foyer issues du milieu ouvrier.

## Critiques
Louise Van den Plas remet en question les interprétations des doctrines chrétiennes et aspire à faire inscrire dans la loi l'égalité des droits entre hommes et femmes. Avec l'assistance de Marie et Thérèse De Jaer, elles entreprennent d'informer les couturières, modistes, et autres ouvrières du secteur de l’ameublement, y compris celles travaillant à domicile, sur les avantages et l'importance des organisations autonomes d’ouvrières.
En 1909, lors du Congrès Catholique de Malines, Victoire Cappe expose ses observations sur les conditions de travail des femmes. Elle souligne que les salaires féminins sont extrêmement bas, directement attribuables à l'absence de formation professionnelle. En effet, les femmes étaient en quelque sorte obligées de se marier pour s’assurer d’avoir une bonne vie. Elle propose ainsi la création de syndicats féminins pour promouvoir la formation professionnelle des travailleuses, en exhortant toutes les femmes catholiques à adhérer à l'esprit d'égalité et de solidarité.
Une inquiétude grandissait au sein du parti catholique lorsque des parlementaires socialistes tels qu' Hector Denis et Émile Vandervelde ont soutenu les revendications des féministes lors des débats, craignant que cela n'incite les femmes à préférer le Parti socialiste au détriment du parti catholique.
Les conflits idéologiques entourant les syndicats et l'absence de soutien de la part des catholiques ont empêché l'économie de véritablement décoller. Le syndicalisme chrétien a réellement commencé à se développer au XXe siècle.

## Héritage
Dès novembre 1893, l'organisation lance un mensuel baptisé "De christene vrouw", soit "La Femme chrétienne" en français. Progressivement, cette publication stimule la création d'associations similaires en dehors de Gand. 
À partir des années 1900, une centralisation des différentes ligues démarre, principalement dans les villes, avec notamment Anvers en tête. En 1906, vois le jour la première organisation nationale de coordination, nommée « Landsbond van Maatschappelijke Werken voor Vrouwen », soit la Fédération nationale des œuvres sociales féminines, inspirée par le Boerenbond Belge.